# Майда, Эндрю
Эндрю Джозеф Мажда (англ. Andrew Majda; 30 января 1949 г. — 12 марта 2021 г.) — американский математик, профессор искусств и наук Морзе в Институте математических наук Куранта при Нью-Йоркском университете. Он был известен своим теоретическим вкладом в уравнения в частных производных, а также своим прикладным вкладом в различные области, включая ударные волны, горение, несжимаемый поток, вихревую динамику и атмосферные науки. Мажда был внесен в список авторитетных исследователей математики ISI.

## Биография
Мажда родился в Ист-Чикаго, штат Индиана, получил степень бакалавра, степень по математике в Университете Пердью в 1970 году. Позднее получил степень магистра математики и к.т. н., дипломы по математике Стэнфордского университета в 1971 и 1973 годах соответственно. Его научным руководителем был Ральф С. Филлипс. Он начал свою научную карьеру в качестве преподавателя в Институте математических наук Куранта с 1973 по 1975 годы. До возвращения в Институт Куранта в 1994 году он занимал должность профессора в Принстонском университете в 1984—1994 годах, Калифорнийском университете в Беркли в 1978—1994 годах. 1984 г. и Калифорнийский университет в Лос-Анджелесе в 1976—1978 годах. Институте Куранта Мажда сыграл важную роль в создании «Центра науки об атмосфере и океане», целью которого является продвижение междисциплинарных исследований с использованием современной прикладной математики в моделировании и прогнозировании климата.

## Награды и премии
- Премия Лероя П. Стила за плодотворный вклад в исследования — 2016 г.[4]
- Премия Лагранжа ICIAM — 2015[5]
- Премия Норберта Винера по прикладной математике — 2013[6]
- Почетный доктор наук и почетный профессор Университета Фудань, Шанхай, Китай — 2008 г.
- Медаль College de France — 2007 г.
- Премия мэра Нью-Йорка за выдающиеся достижения в области математических, физических и инженерных наук — 2004 г.
- Почетный доктор наук, Университет Пердью — 2000
- Лектор Гиббса Американского математического общества — 1995 г.
- Премия Национальной академии наук в области прикладной математики и численного анализа — 1992 г.
- Премия Джона фон Неймана за лекцию SIAM — 1990[7]
- Медаль College de France — 1982 г.
- Мажда был членом Национальной академии наук[8], Американского математического общества, Американского физического общества и Общества промышленной и прикладной математики.
- В 2012 году он стал членом Американского математического общества[9].

## Труды
- Теория информации и стохастика многомасштабных нелинейных систем с Рафаилом В. Абрамовым, Маркусом Дж. Гротом, Американское математическое общество, 2005.[10]
- Завихренность и несжимаемый поток с Андреа Л. Бертоцци, Cambridge University Press, 2008.[11]
- Нелинейная динамика и статистические теории основных геофизических потоков с Сяомин Вангом, Cambridge University Press, 2009.[12]
- Фильтрация сложных турбулентных систем с Джоном Харлимом, Cambridge University Press, 2012.[13]
- Введение в турбулентные динамические системы в сложных системах, Springer, 2016.[14]